# Balanidae
Famille
Les Balanidae sont une famille de crustacés cirripèdes.

## Liste des genres
Selon World Register of Marine Species (13 novembre 2016) :
- sous-famille Amphibalaninae Pitombo, 2004
  - genre Amphibalanus Pitombo, 2004
  - genre Fistulobalanus Zullo, 1984
  - genre Tetrabalanus Cornwall, 1941
- sous-famille Balaninae
  - genre Balanus Costa, 1778
  - genre Tamiosoma Conrad, 1857
  - genre Zulloa Ross & Newman, 1996
- sous-famille Concavinae
  - genre Alessandriella Carriol, 2001
  - genre Arossia Newman, 1982
  - genre Chesaconcavus
  - genre Concavus Newman, 1982
  - genre Menesiniella Newman, 1982
  - genre Paraconcavus Zullo, 1992
  - genre Perforatus Pitombo, 2004
  - genre Zulloconcavus Carriol, 2001
- sous-famille Megabalaninae
  - genre Austromegabalanus Newman, 1979
  - genre Fosterella Buckeridge, 1983
  - genre Megabalanus Hoek, 1913
  - genre Notomegabalanus Newman, 1979

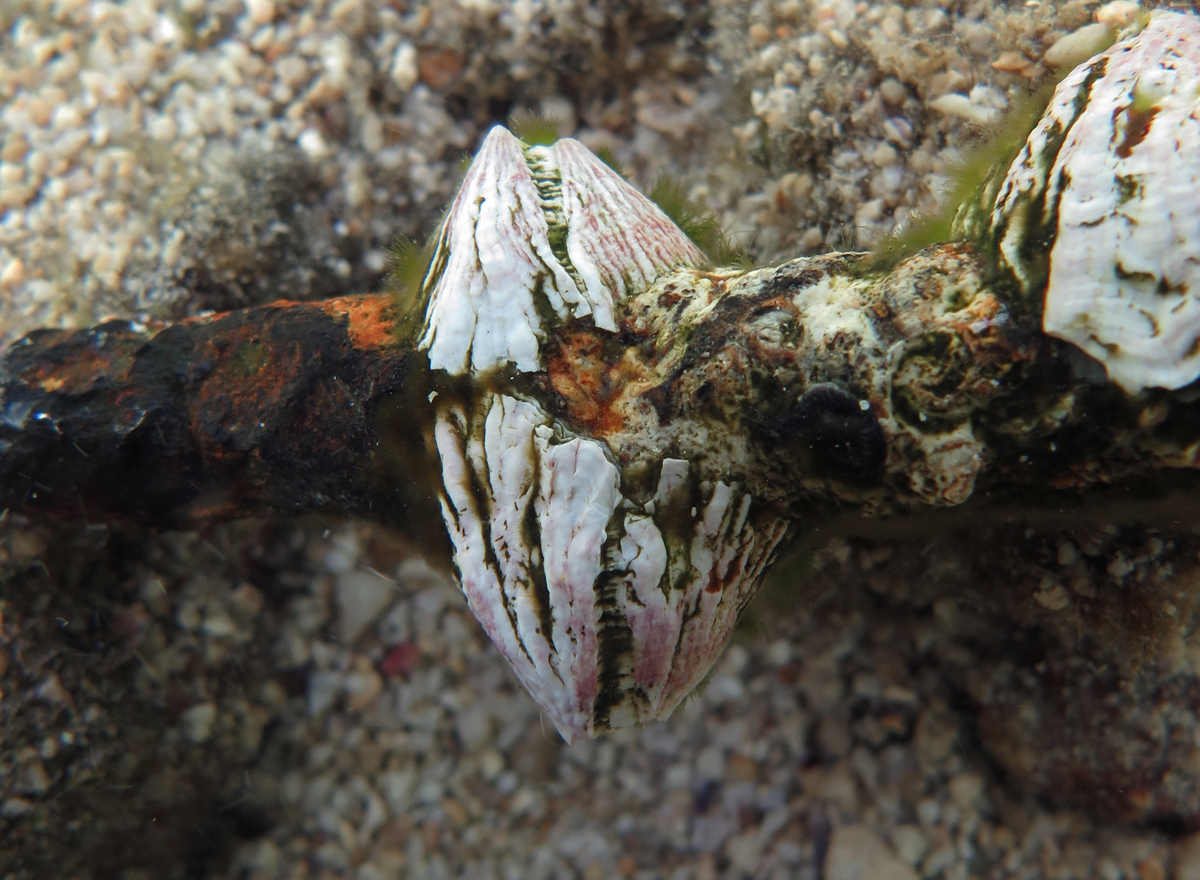
Amphibalanus amphitrite
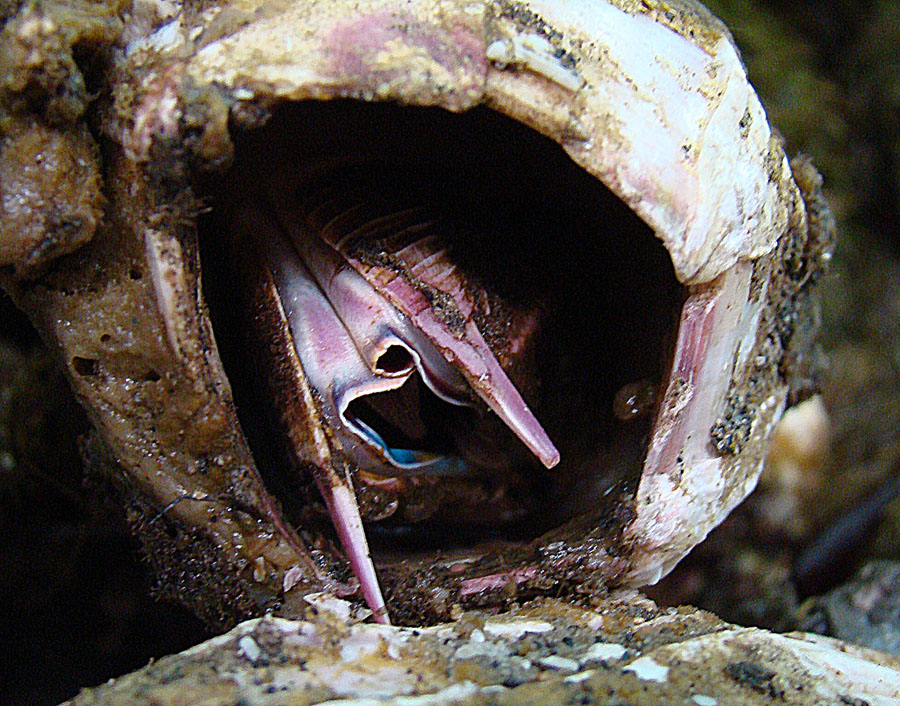
Austromegabalanus psittacus
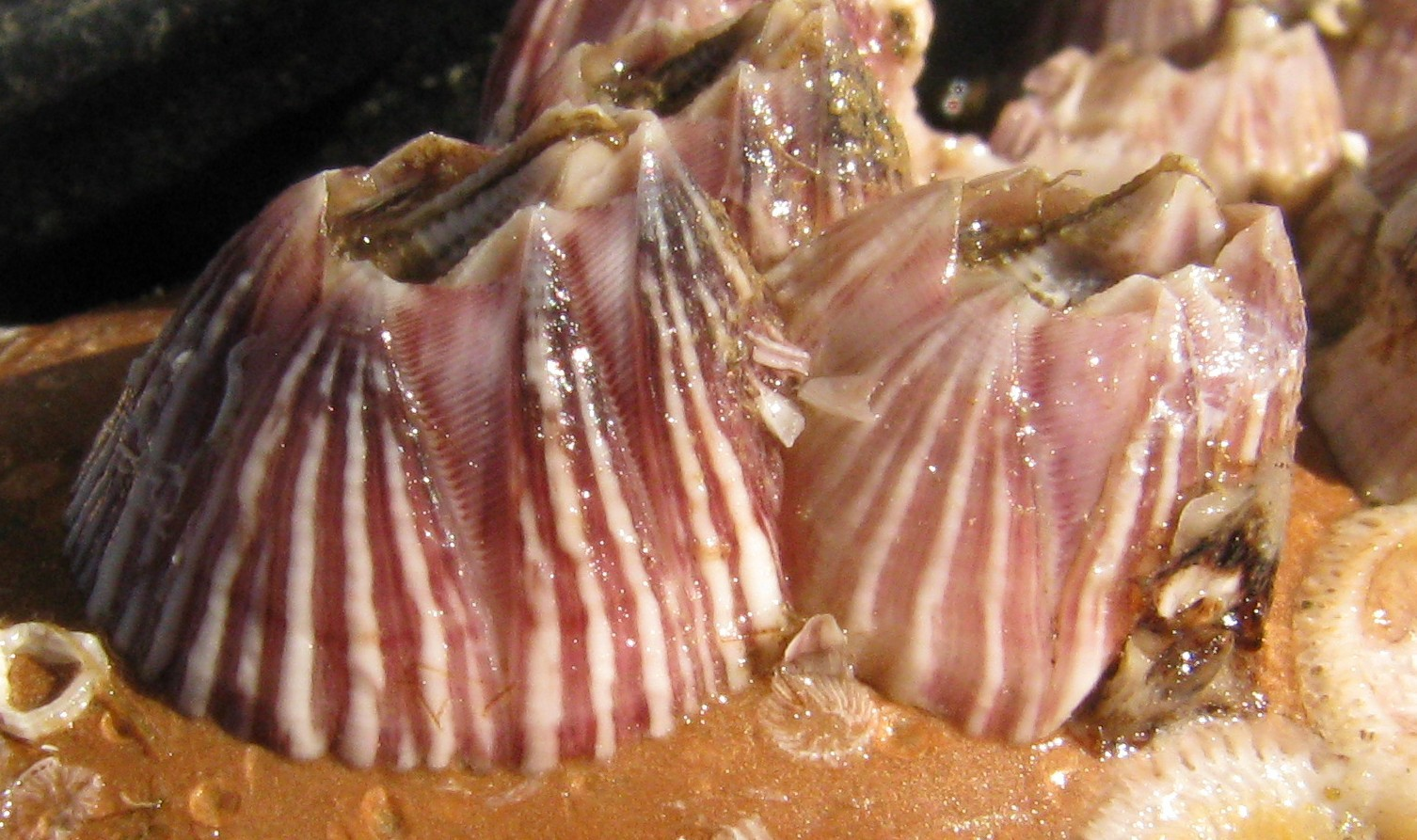
Balanus trigonus
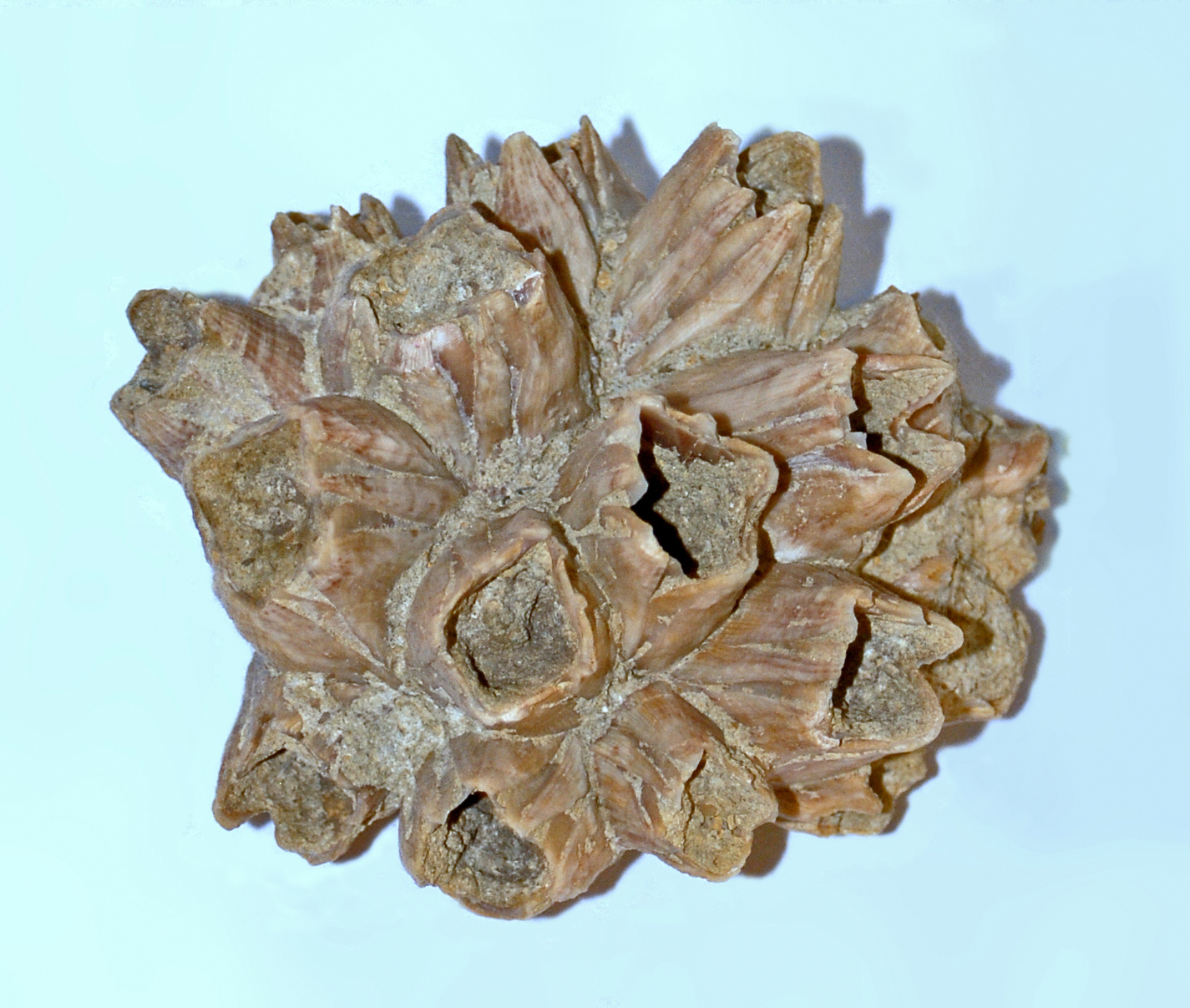
Concavus concavus
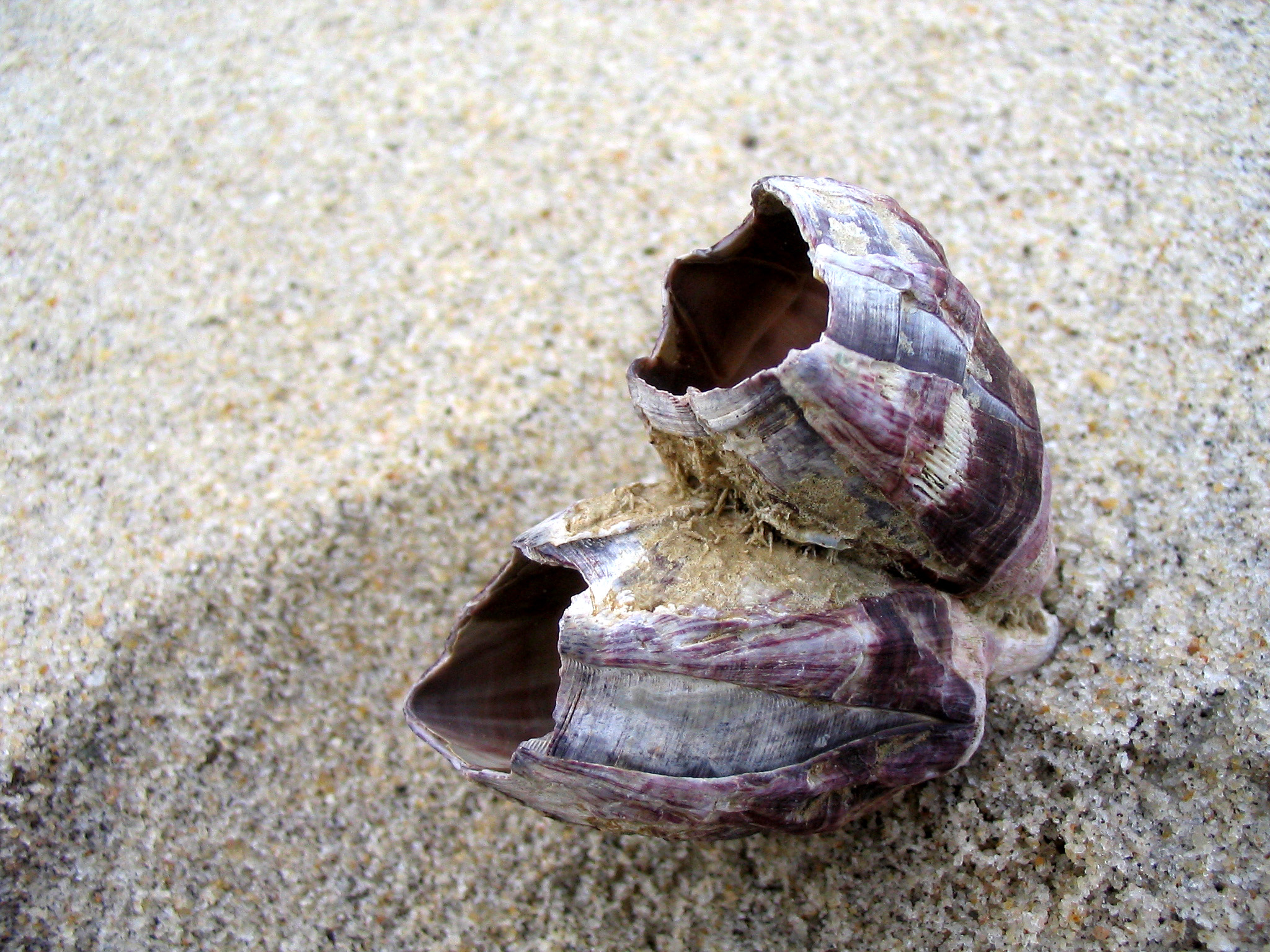
Megabalanus tintinnabulum
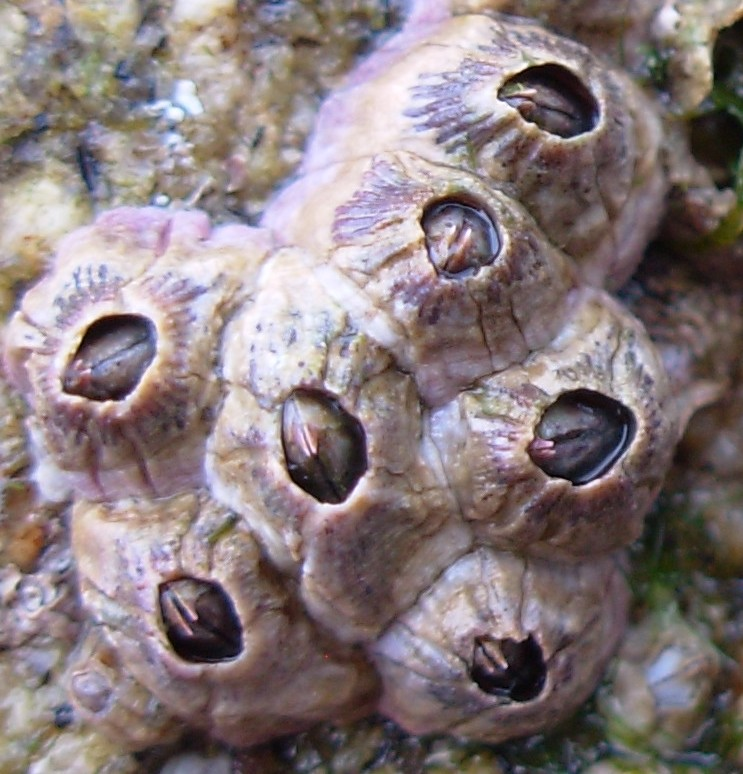
Balanus perforatus